# Schleswig-Holstein meerumschlungen

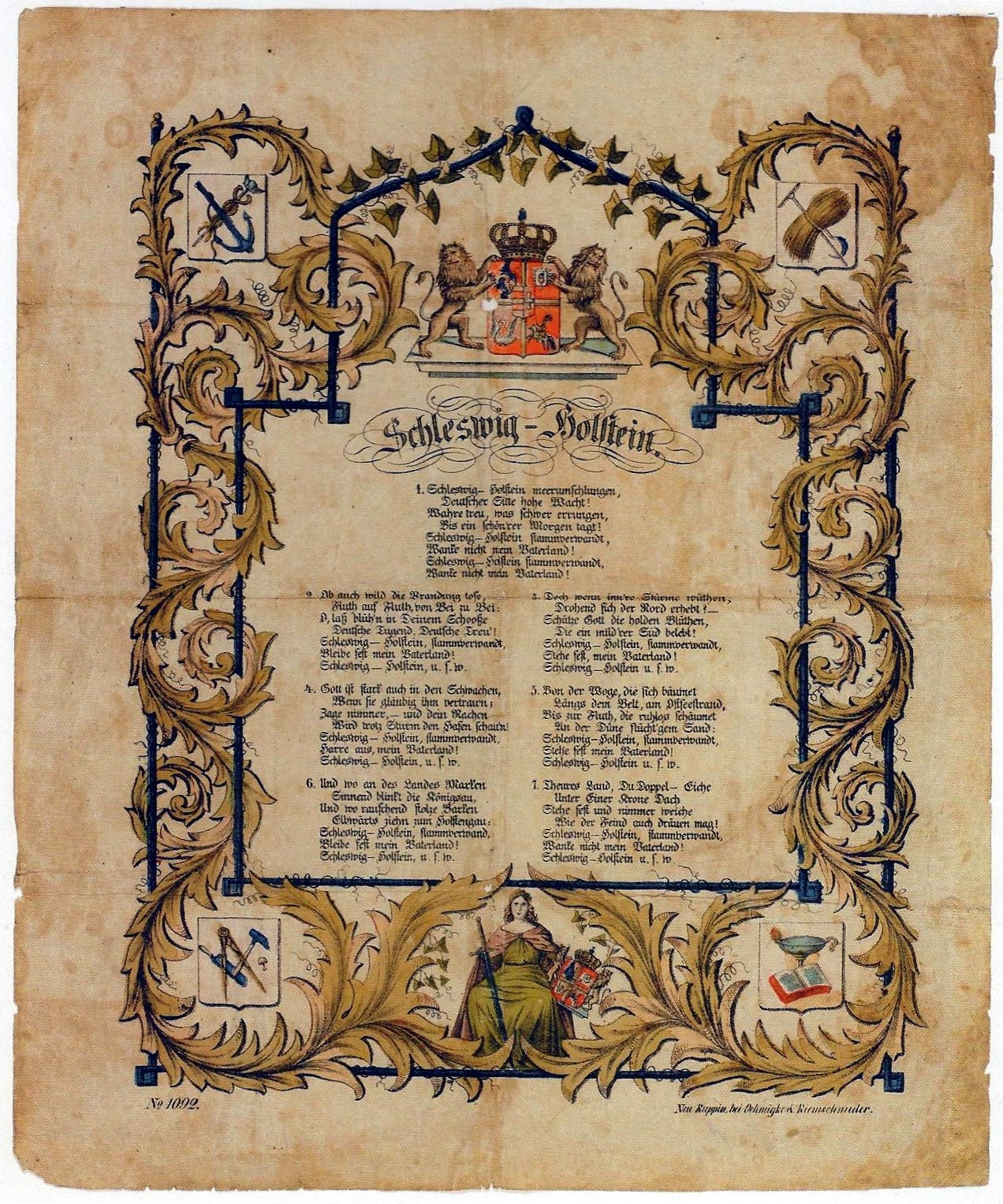
Schleswig-Holstein-Lied

Schleswig-Holstein meerumschlungen (oder das „Schleswig-Holstein-Lied“; der kaum bekannte Titel lautet eigentlich „Wanke nicht, mein Vaterland“) ist die Hymne Schleswig-Holsteins. Sie wurde am 24. Juli 1844 beim Schleswiger Sängerfest vorgestellt. Die Melodie stammt von Carl Gottlieb Bellmann (1772–1862), dem Kantor des St.-Johannis-Klosters vor Schleswig. Ein ursprünglich vom Berliner Rechtsanwalt Karl Friedrich Straß (1803–1864) geschriebener Text wurde kurz vor dem Fest von dem Schleswiger Advokaten Matthäus Friedrich Chemnitz (1815–1870) fast vollkommen neu geschrieben, um der damaligen Stimmung gerecht zu werden. In dem Lied wird der Wunsch nach einem geeinten, unabhängigen und einem deutschen Schleswig-Holstein besungen.

## Geschichte
Nachdem Adolf VIII. (Holstein) 1459 ohne Nachkommen gestorben war, war der Adel, dem die gesamte Verwaltung oblag und über Besitztümer in beiden Landesteilen verfügte, bestrebt, die beiden Herzogtümer weiterhin unter einem Landesherrn zusammenzuhalten. Nachdem erste Versuche, einen Nachfolger zu finden, erfolglos geblieben waren, bot sich der dänische König Christian I. an. Schleswig (auch Südjütland) wäre als dänisches Lehen nach Aussterben der direkten Herzogslinie als Heimfall wieder an den dänischen König gefallen. Der schleswig-holsteinische Adel wünschte jedoch weiterhin eine gemeinsame Verwaltung des Landes. Mit der Wahl des Oldenburgers Christian I. konnten sowohl die Interessen des Königs wie auch des Adels in den Herzogtümern zufriedengestellt werden. Er erreichte seine Wahl 1460 durch Zugeständnisse an die Adligen. So wurde unter anderem die Selbständigkeit Schleswigs und Holsteins gegenüber dem Königreich Dänemark in der sogenannten Ripener Urkunde bestätigt (außer der Personalunion bestanden keine staatsrechtlichen Verbindungen zwischen Holstein und Dänemark, zw. Schleswig und Dänemark bestand die Lehensverbindung) und zugesichert „dat se bliven ewich tosamende ungedelt“ (dass sie ewig zusammen ungeteilt bleiben). Dieser Teil des Ripener Privileg wurde Kern der schleswig-holsteinischen Bewegung im 19. Jahrhundert. Die neueste Forschung hat jedoch klargestellt, dass der historische Kontext der Ripener Urkunde nicht die territoriale Unteilbarkeit Schleswigs und Holsteins meinte. So kam es auch bereits 1490 zu einer ersten Aufteilung zwischen den Söhnen Christians I. Es folgen 350 Jahre Geschichte mit immer wieder wechselnden Grenzen und auch Kriegen.

### Nationaler Aufbruch
Im 19. Jahrhundert verbreitete sich in Europa die Nationalstaatsidee, nach der Völker ihre individuellen, durch Geschichte, Kultur und Sprache geprägten Eigenheiten am besten in einem nationalen Staat entfalten können. Nach den napoleonischen Kriegen und dem dadurch verursachten Staatsbankrott Dänemarks 1813 wurde die Bevölkerung Schleswigs und Holsteins mehr zur Finanzierung der folgenden Währungsreform herangezogen als die dänische. Dies war der Beginn von Gegensätzen zwischen Deutschen und Dänen in Schleswig. In Schleswig-Holstein waren die südlichen Herzogtümer Holstein und Lauenburg bereits vor 1806 als deutsche Lehen Bundesstaaten des Heiligen Römischen Reiches Deutscher Nation und wurden auch 1815 Mitglieder des Deutschen Bundes, während das Herzogtum Schleswig ein dänisches Lehen mit dem dänischen König sowohl als Herzog (Vasall) als auch als König (Lehnsherr) war.
In dieser Zeit des nationalen Aufbruchs begann eine Politisierung der Herzogtümer. 1835 wurden Ratgebende Ständeversammlungen gebildet und es entstand eine politische Öffentlichkeit. Doch trotz Einführung der Ständeversammlungen galt weiterhin der Absolutismus. Von 1838 bis 1842 kam es zu einem Verbot politischer Versammlungen. Auf der einen Seite forderten deutsche Nationalliberale die politische Eigenständigkeit der Herzogtümer Schleswig und Holstein sowie Schleswigs Aufnahme in den Deutschen Bund, auf der anderen Seite forderten dänische Nationalliberale, Schleswig näher an das Königreich Dänemark zu binden. Infolge der zunehmenden Politisierung entstanden erste Zeitungen. In Nordschleswig wurde 1840 Dänisch als Amtssprache eingeführt (Amtssprache war hier zuvor noch Deutsch, obwohl die Volkssprache größtenteils Dänisch war). Der Versuch, Dänisch als gleichberechtigte Sprache neben dem Deutschen in ganz Schleswig einzuführen, scheiterte in der deutschgesinnten Schleswiger Ständeversammlung.

### Schleswiger Sängerfest
Im Rahmen der frühen deutschen Nationalbewegung fanden seit den 1830er Jahren im gesamten deutschen Raum Volks- und Sängerfeste mit politischem Hintergrund statt (wie das bekannte Hambacher Fest). Solche Feste waren der übliche Rahmen für politische Betätigungen, da politische Veranstaltungen zu jener Zeit vielerorts verboten waren. In dieser Tradition war auch das Schleswiger Sängerfest 1844 wie praktisch alle größeren Versammlungen von politischer Bedeutung. Analog zu den deutschen Festen fanden zum Beispiel auf Skamlingsbanken im nördlichen Schleswig auch entsprechende dänische Volksversammlungen statt.
In der Schleswigschen Ständeversammlung, die kurz zuvor getagt hatte, missbilligte der dänische König Christian VIII. den Streit, der während einer Sitzung der Schleswigschen Ständeversammlung im Jahr 1842 um eine als Provokation aufgefasste Wortmeldung in dänischer Sprache des Abgeordneten Hiort Lorenzen ausgebrochen war (zuvor war allein Deutsch als Sprache zugelassen). Vermutlich als Reaktion auf diese als ungerecht empfundene Zurechtweisung wurde daraufhin der von Karl Friedrich Straß stammende Text des Schleswig-Holstein-Liedes noch kurz vor dem Sängerfest von Matthäus Friedrich Chemnitz neu geschrieben, um dem Wunsch nach Einheit und Unabhängigkeit mehr Ausdruck zu verleihen. Insbesondere änderte er den Liedanfang „Schleswig, Holstein“ zu „Schleswig-Holstein“ mit Bindestrich, um die Einheit und Eigenständigkeit zu betonen. Von den ursprünglichen vier Strophen behielt er nur drei Zeilen bei. Das Lied wurde nach seiner Vorstellung auf dem Sängerfest schnell populär und auch zum Kampflied für Freiheit und Unabhängigkeit.

### Weitere Geschichte
Die politischen und nationalen Spannungen führten 1848 zum Ersten Schleswigschen Krieg („Dreijähriger Krieg“), der 1851 unter dem Druck der Alliierten mit einem status quo und der Wiederherstellung des Dänischen Gesamtstaates endete. Die Wünsche nach der Bildung eines deutschen bzw. dänischen Nationalstaats wurden nicht erfüllt und der zugrunde liegende Konflikt um die nationale Zugehörigkeit Schleswigs wurde nicht gelöst. Als Folge des Krieges erhielt die dänische Bewegung in Nord- und Mittelschleswig großen Zulauf. Die dänische Regierung verpflichtete sich 1851/1852 in Absprachen mit den europäischen Großmächten, den Gesamtstaat in seiner vorherigen Form mit gleichgestellten Landesteilen wiederherzustellen.
1855 wurde eine von der dänischen Regierung vorgelegte zweisprachige Gesamtstaatsverfassung von der holsteinischen Ständeversammlung verworfen und 1858 vom Bundestag in Frankfurt für ungültig erklärt. Die ablehnende Haltung der deutschen Politik führte dazu, dass Dänemark im November 1863 mit der Novemberverfassung eine gemeinsame Verfassung für das Königreich Dänemark und das Herzogtum Schleswig erließ und dem Herzogtum Holstein eine eigene Verfassung und Verwaltung zusagte. Dieser Bruch der Vereinbarungen von 1851/1852 führte zum Streit mit der deutsch orientierten schleswig-holsteinischen Bewegung und den Staaten des Deutschen Bundes.
Als Folge auf die Einführung der Novemberverfassung kam es im Dezember 1863 zur Bundesexekution gegen Holstein und Lauenburg. Als Dänemark im Januar 1864 der Aufforderung Preußens nicht nachkam, die strittige Verfassung wieder aufzuheben, kam es schließlich zum Deutsch-Dänischen Krieg („Zweiter Schleswigscher Krieg“), der im selben Jahr mit dem Sieg Preußens und Österreichs endete. Infolge des Krieges ging die Regierung der Herzogtümer Schleswig, Holstein und Lauenburg an Preußen und Österreich über, die es zunächst in einem gemeinsamen  verwalteten. Nach dem Preußisch-Österreichischen Krieg verleibte sich Preußen die Herzogtümer als Provinz Schleswig-Holstein ein.
Eine im Prager Frieden von 1866 vorgesehene Volksabstimmung über die nationale Zugehörigkeit Schleswigs wurde zunächst nicht durchgeführt. Erst aufgrund einer Bestimmung im Versailler Vertrag nach dem Ende des Ersten Weltkriegs wurden 1920 im mittleren und nördlichen Teil Schleswigs Volksabstimmungen über die nationale Zugehörigkeit durchgeführt. Dabei fiel der nördliche Teil Schleswigs Dänemark zu.
Im Vorfeld der für den 13. Januar 1935 anstehenden Saarabstimmung hatte Schleswig mit anderen ehemaligen Abstimmungsgebieten, vertreten durch den Volksbund für das Deutschtum im Ausland (VDA), bei der Wiener Turmuhrenmanufaktur Emil Schauer für den Turm des vom Grazer Architekten Georg von Hauberrisser erbauten Rathauses St. Johann in Saarbrücken ein Glockenspiel mit 19 Bronzeglocken in Auftrag gegeben, das zweimal täglich die Schleswig-Holstein-Hymne zum Zweck prodeutscher Propaganda erklingen ließ.
Die erste Strophe des Liedes wird traditionell um Mitternacht vom Radiosender Radio Schleswig-Holstein (R.SH) gespielt.
Scherzhaft zitiert wird der Liedbeginn auch in „Herrn Pastor sien Kauh“, dort heißt es: „Schleswig-Holstein, meerumschlungen, handelt nun mit Ochsenzungen“ (im Original auf Platt).

## Liedtext

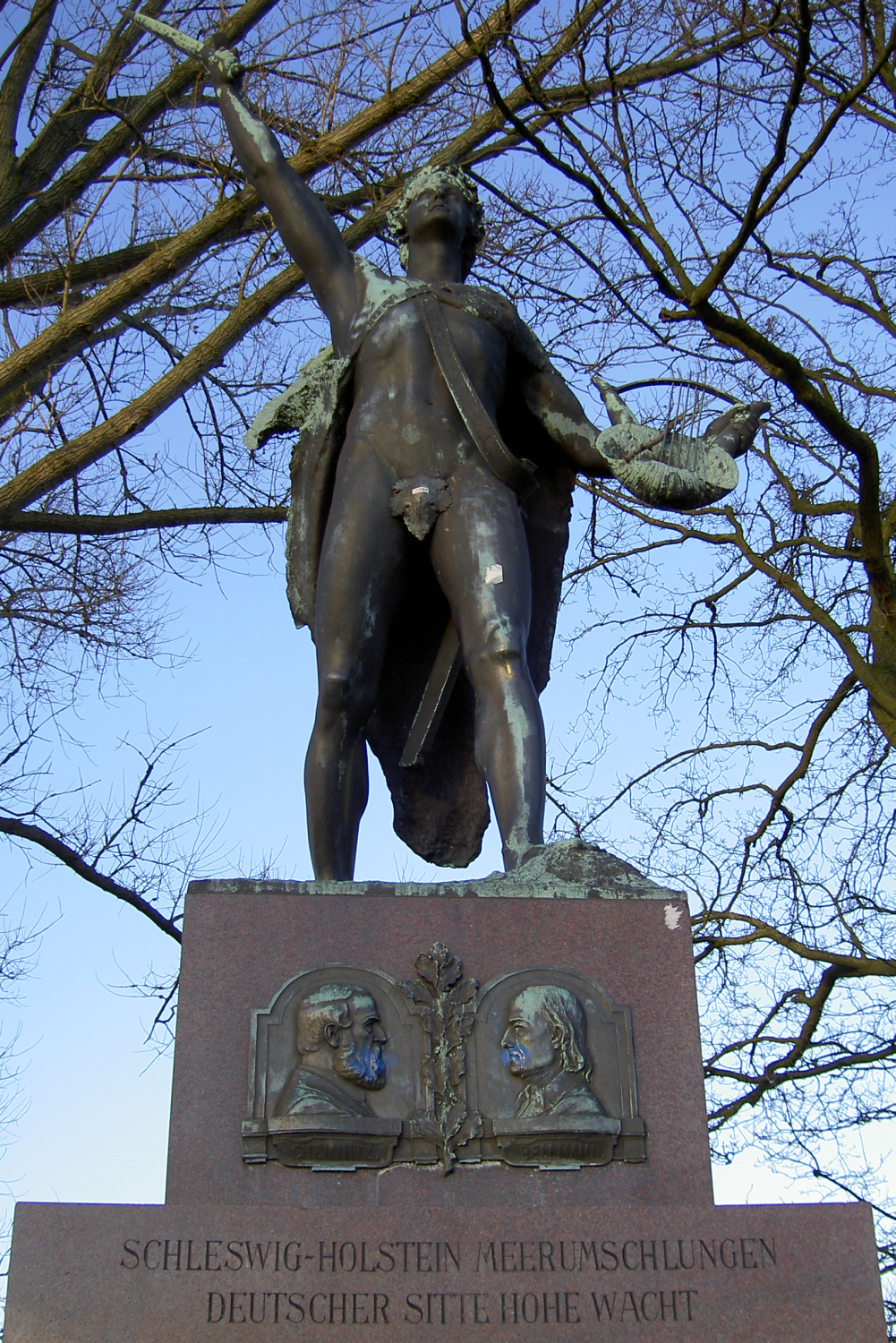
Bellmann-Chemnitz-Denkmal an der Schützenkoppel in Schleswig

Wanke nicht, mein Vaterland
1.
Schleswig-Holstein, meerumschlungen,
deutscher Sitte hohe Wacht!
Wahre treu, was schwer errungen,
bis ein schön’rer Morgen tagt!
Schleswig-Holstein, stammverwandt,
wanke nicht, mein Vaterland!
Schleswig-Holstein, stammverwandt,
wanke nicht, mein Vaterland!
2.
Ob auch wild die Brandung tose,
Flut auf Flut von Bai zu Bai:
O, lass blühn in deinem Schoße
deutsche Tugend, deutsche Treu’.
Schleswig-Holstein, stammverwandt,
bleibe treu, mein Vaterland!
Schleswig-Holstein, stammverwandt,
bleibe treu, mein Vaterland!
3.
Doch wenn inn’re Stürme wüten,
drohend sich der Nord erhebt,
schütze Gott die holden Blüten,
die ein milder Süd belebt.
Schleswig-Holstein, stammverwandt,
stehe fest, mein Vaterland!
Schleswig-Holstein, stammverwandt,
stehe fest, mein Vaterland!
4.
Gott ist stark auch in den Schwachen,
wenn sie gläubig ihm vertrau’n;
zage nimmer, und dein Nachen
wird trotz Sturm den Hafen schau’n.
Schleswig-Holstein, stammverwandt,
harre aus, mein Vaterland!
Schleswig-Holstein, stammverwandt,
harre aus, mein Vaterland!
5.
Von der Woge, die sich bäumet
längs dem Belt am Ostseestrand,
bis zur Flut, die ruhlos schäumet
an der Düne flücht’gem Sand. –
Schleswig-Holstein, stammverwandt,
stehe fest, mein Vaterland!
Schleswig-Holstein, stammverwandt,
stehe fest, mein Vaterland!
6.
Und wo an des Landes Marken
sinnend blinkt die Königsau,
und wo rauschend stolze Barken
elbwärts ziehn zum Holstengau. –
Schleswig-Holstein, stammverwandt,
bleibe treu, mein Vaterland!
Schleswig-Holstein, stammverwandt,
bleibe treu, mein Vaterland!
7.
Teures Land, du Doppeleiche,
unter einer Krone Dach,
stehe fest und nimmer weiche,
wie der Feind auch dräuen mag!
Schleswig-Holstein, stammverwandt,
wanke nicht, mein Vaterland!
Schleswig-Holstein, stammverwandt,
wanke nicht, mein Vaterland!

## Vorlage von Straß (1844)
Karl Friedrich Straß selbst schrieb 1852 über die Entstehung des Textes folgendes:

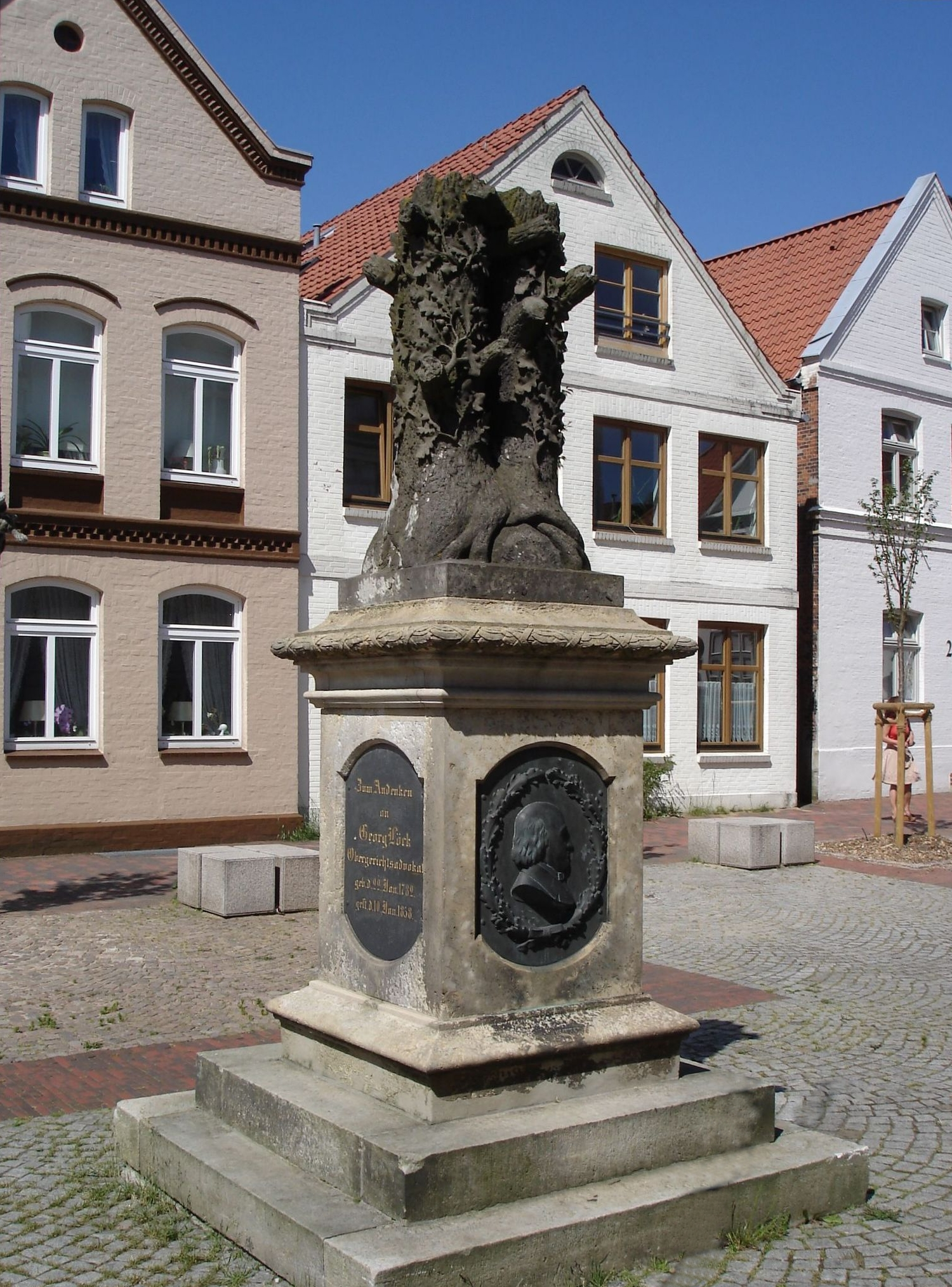
Denkmal in Form einer Doppeleiche für Georg Löck, einen Wortführer der Holsteinischen Ständeversammlung vor dem Ständesaal auf dem Marktplatz in Itzehoe

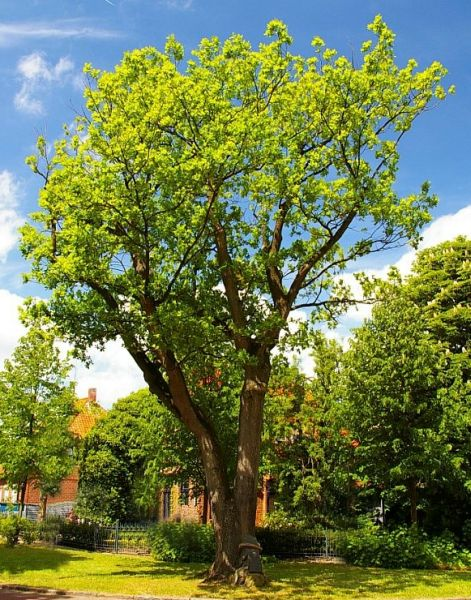
Doppeleiche in Bordesholm

„Mit diesem Liede hat es eine eigne Bewandtniß. Der Unterzeichnete ist zwar dessen erster Urheber, aber nicht dessen Verfasser in der gegenwärtigen Gestalt. Die Sache ist diese. Im Jahre 1842 [sc. 1844] sollte der Unterzeichnete einem Liederfeste in Schleswig beiwohnen. Kränklichkeit zwang ihn aber nach Marienbad zu gehen; um jedoch seine Theilname zu bezeigen, sandte er drei Lieder, unter welchen eins war, das, vom Musikdirektor Bellmann componiert, bei dem Gesangfeste lebhaften Beifall fand. Dieses Lied, dessen ursprünglichen Text der Unterzeichnete nicht mehr aufzufinden vermag, wurde vom Herrn Advocaten Chemnitz zu Schleswig nach den Local- und Zeitverhältnissen umgearbeitet und ist so glücklich gewesen zum Volksliede zu werden. Obiger Text ist größtentheils Eigentum des Herrn Chemnitz.“

An Schleswig-Holstein
1.
Schleswig, Holstein, schöne Lande,
wo mein Fuß die Welt betrat,
o, daß stets an eurem Strande
keime wahren Glückes Saat!
Schleswig, Holstein, stammverwandt,
haltet fest der Eintracht Band!
Schleswig, Holstein, stammverwandt,
haltet fest der Eintracht Band!
2.
Wie um euch die Stürme tosen,
wogend braust die wilde Flut,
haltet fest der Liebe Rosen,
haltet fest der Treue Mut!
Schleswig, Holstein, stammverwandt,
haltet fest der Eintracht Band!
Schleswig, Holstein, stammverwandt,
haltet fest der Eintracht Band!
3.
Gott ist stark auch in den Schwachen,
wenn sie gläubig ihm vertrau’n,
und ein gutgelenkter Nachen
kann trotz Sturm den Hafen schau’n.
Schleswig, Holstein, stammverwandt,
haltet fest der Eintracht Band!
Schleswig, Holstein, stammverwandt,
haltet fest der Eintracht Band!
4.
Wie die Häuser schön umkränzen
die umbuschte alte Schlei,
wie die Wellen silbern glänzen,
naht oft bald ein blum’ger Mai.
Schleswig, Holstein, stammverwandt,
haltet fest der Eintracht Band!
Schleswig, Holstein, stammverwandt,
haltet fest der Eintracht Band!

## Erläuterungen
Einige Formulierungen im Liedtext sind metaphorisch zu verstehen. Mit „Doppeleiche“ und „stammverwandt“ ist das Bild einer zweistämmigen Eiche gemeint, die zwar getrennt wächst („Schleswig“ und „Holstein“), aber doch vereint ist. „Unter einer Krone Dach“ symbolisiert den Wunsch nach einer gemeinsamen Regierung. „Drohender Nord“ und „mildrer Süd“ sind nicht nur die Winde, sondern auch Metaphern für Dänemark beziehungsweise Deutschland. „Wilde Brandung“ steht für störende Einflüsse von außen, „innere Stürme“ für die Auseinandersetzungen innerhalb Schleswigs.
Mit den Angaben „Belt am Ostseestrand“ (Ostsee im Osten), „Flut an der Düne“ (Nordsee im Westen), „Königsau“ (Nordgrenze Schleswigs zu Dänemark) und „Holstengau elbwärts“ (Holstein) werden, wie im Lied der Deutschen für Deutschland, die Grenzen Schleswig-Holsteins umrissen. Das besungene Vaterland ist auch nicht etwa Deutschland, sondern ein deutsches Schleswig-Holstein.

## Noten
- „Wanke nicht, mein Vaterland“, Satz für gemischten Chor (SATB) im International Music Score Library Project
- „An Schleswig-Holstein“, der Text von K. Fr. Straß zusammen mit der heutigen Melodie des Schleswig-Holstein-Liedes, Satz für gemischten Chor (SATB) im International Music Score Library Project